# Billy Harris
Billy Harris (Chicago, Illinois, 21 de noviembre de 1951-Chicago, Illinois, 3 de enero de 2010) fue un jugador de baloncesto estadounidense que disputó una temporada en la ABA y otra más en la AABA. Con 1,88 metros de estatura, jugaba en la posición de base.

## Trayectoria deportiva

### Universidad
Jugó durante su etapa universitaria con los Huskies de la Universidad del Norte de Illinois, promediando en su temporada sénior 24 puntos por partido, lo que le sirvió para recibir una mención honorífica en el All-America. Conserva el récord de su universidad de mayor anotación en dos partidos consecutivos, tras lograr 35 ante Long Beach State y posteriormente 42 ante Virginia Commonwealth.

### Profesional
Fue elegido en el puesto 115 del Draft de la NBA de 1973 por Chicago Bulls, pero acabó fichando por los San Diego Conquistadors un año más tarde. Allí jugó una temporada como suplente de Warren Jabali, promediando 8,0 puntos y 1,6 rebotes por partido.
En 1978 jugó con los Rochester Zeniths en la efímera liga AABA, en la que promedió 10,9 puntos por partido, y fueron proclamados campeones tras terminar la competición antes de tiempo.
Falleció en 2010 en su casa de Chicago tras sufrir un derrame cerebral.

## Estadísticas de su carrera en la ABA

### Temporada regular
| Temporada | Edad | Equipo                  | Liga | Pos. | P  | MIN  | TC  | TCA | %TC  | 3P  | 3PA | %3P  | 2P  | 2PA | %2P  | TL  | TLA | %TL  | R.OF. | R.DEF. | REB | ASIS | ROB | TAP | PER | FP  | PTS |
| 1974-75   | 23   | San Diego Conquistadors | ABA  | SG   | 76 | 16.1 | 3.5 | 8.7 | .398 | 0.2 | 1.0 | .219 | 3.3 | 7.8 | .420 | 0.9 | 1.3 | .677 | 0.8   | 0.8    | 1.6 | 1.5  | 0.7 | 0.1 | 1.0 | 2.2 | 8.0 |
| Total     |      |                         | ABA  |      | 76 | 16.1 | 3.5 | 8.7 | .398 | 0.2 | 1.0 | .219 | 3.3 | 7.8 | .420 | 0.9 | 1.3 | .677 | 0.8   | 0.8    | 1.6 | 1.5  | 0.7 | 0.1 | 1.0 | 2.2 | 8.0 |